# Bossányi Szerafin
Bossányi Szerafin (Vilke, 1713. november 11. – Odorin, 1785. április 19.) hittudós, minorita rendi áldozópap.

## Élete
1732-ben tett szerzetesi fogadalmat. Felszentelését követően teológiai doktorátust szerzett, Eperjesen tanított teológiát és az újoncnövendékek mestere volt. Később hittérítő lett Csütörtökhelyt, évtizedekig dolgozott ebben a minőségben.

## Művei
Nyomtatásban megjelent munkáit Egerben és Vácott adta ki:
- Sermones catechetici PP. Missionariorum almae provinciae Hungaricae ord. min. s. p. Francisci conventualium. Agriae, 1764
- Stellulae catholicae. Uo. 1767
- Exercitia sacra. Cassoviae, 1769
- Sermones Mariani pro festis celebrioribus totius anni. Agriae, 1769 (2. kiadás Uo. 1783)
- Solitudo seraphica. Uo. 1770
- Sermones cathechetico-doctrinales pro dominicis per annum applicati, Vácz, 1782
- Nagy katekizmus az az keresztényi oskola. Uo. 1786 (névtelenűl, előbbi munkának magyar kiadása)

Horányi még két munkát tulajdonít neki, valószínűleg hibás címek után.